# Stjepan Đukić Pišta

Stjepan Đukić Pišta (Lozan, 5. prosinca 1949.) hrvatski portretist, slikar, kipar, scenarist, ilustrator – akademski umjetnik.
Već od najranije dobi, na početcima svojega slikarskog puta i sazrijevanja Stjepan Đukić Pišta spontano otkrivao svoje stvaralačke izvore, njihovu harmoniju koja humanizira svijet, dajući mu ljepotu našeg i njegovoga osobnog postojanja. Sa 16 godina odlazi u Zagreb sa željom da nastavi usavršavanje u likovnoj umjetnosti. Nakon dvije godine hrabrenja i priprema, 1971. upisuje studij slikarstva na Akademiji likovnih umjetnosti u Zagrebu.
Na žalost iste godine dogodila se prometna nesreća s teškim posljedicama koje su ga udaljile od studija. Nakon ozdravljenja, nastavlja studij na Akademiji gdje upoznaje izuzetne profesore i pedagoge Ferdinanda Kulmera, Šimu Perića, Nikolu Reisera i Miljenka Stančića kod kojega boravi u slikarskoj klasi na trećoj godini studija. Tijekom studija Stjepan spoznaje svoju snažnu unutarnju imaginaciju i svijet koji ga okružuje, njegove poveznice i suprotnosti koje se prepliću, izbijajući na površinu kao snažni eho emotivnih sadržaja koje želi likovno realizirati. Godine 1974. prekida studij i odlazi na studijsko putovanje u Tawongu u Australiji.
Sljedeće godine vraća se u Zagreb, gdje se vraća studiju i uz nekoliko prekida zbog životnih okolnosti, završava akademsko obrazovanje 1985. godine.
S velikom strašču i energijom započinje rad na nekoliko ciklusa slika i sliko-reljefa velikih formata, kao originalne tehnike. Od 1986. do danas profesionalno se bavi likovnim radom. Član je Hrvatskog društva likovnih umjetnika (HDLU). Intenzivno izlaže na mnogobrojnim samostalnim i skupnim izložbama u zemlji i svijetu, te izvodi vrlo zahtjevne likovne kompozicije u sakralnim objektima diljem Hrvatske. Posebnost Đukićevog likovog rada su portreti, gdje se potvrdio uvjerljivošću i slikarskom ekspresivnošću, spontanošću i likovnom gestualnošću kao jedan od najzanimljivijih hrvatskih portretista.
Likovna kritika i poznati svjetski galeristi brzo ga otkrivaju, pa mu poznata Agora Gallery iz New Yorka 1997. godine, kao svome specijalnom gostu, priređuje samostalnu izložbu odabranih radova.
Godine 2000. dobitnik je "Zlatne arene" Silvestri Art Directory za ciklus "Bezvremena obzorja" kao najuspješniji virtualni debitant za 2001. godinu, izabran među deset tisuća autora. Nakon "Zlatne arene" uslijedile su stotine ponuda iz svijeta raznih ponudbenih paketa, festivala i galerija, što je za njega, kao slobodnog umjetnika bilo veliko priznanje.
U Australiji postaje članom WAG udruge koja okuplja oko tisuću tristo umjetnika iz cijelog svijeta. Izlaže svoje radove u prestižnim svjetskim galerijama (Tawonga, Brisbane, Milano, New York, Sydney, Melbourne, Cousy Le Chateau, Gold Coast, Pech, ... ) kao i mnogobrojnim zagrebačkim i hrvatskim galerijama. Danas živi i radi u Velikom Trgovišću.

## Rad ukratko
- Pišta je autor preko 1.500 portreta domaćih i stranih ličnosti iz različitih društvenih sfera
- Izradio je 13 likovnih ciklusa
- Naslikao je više od 100 pejzaža
- Njegova djela nalaze se i u sakralnim objektima diljem Hrvatske
- Publici u sjevernoj Hrvatskoj poznat je i kao voditelj iznimno uspješne emisije „Paleta portreta“ koja se emitirala na VTV-u (Varaždinskoj televiziji), te kao voditelj radijske emisije „Zeleno u boji“ koja se emitira na RHZK (Radio Hrvatsko zagorje Krapina)